# بوكيمون يونايت
بوكيمون يونايت (بالإنجليزية: Pokémon Unite)‏ هي لعبة فيديو حلبة معركة جماعية عبر الإنترنت طورتها تيمي أستوديو ونشرتها تينسنت، صدرت في 21 يوليو 2021 وتعمل على أنظمة أندرويد، آي أو إس، نينتندو سويتش.